# 中興部站

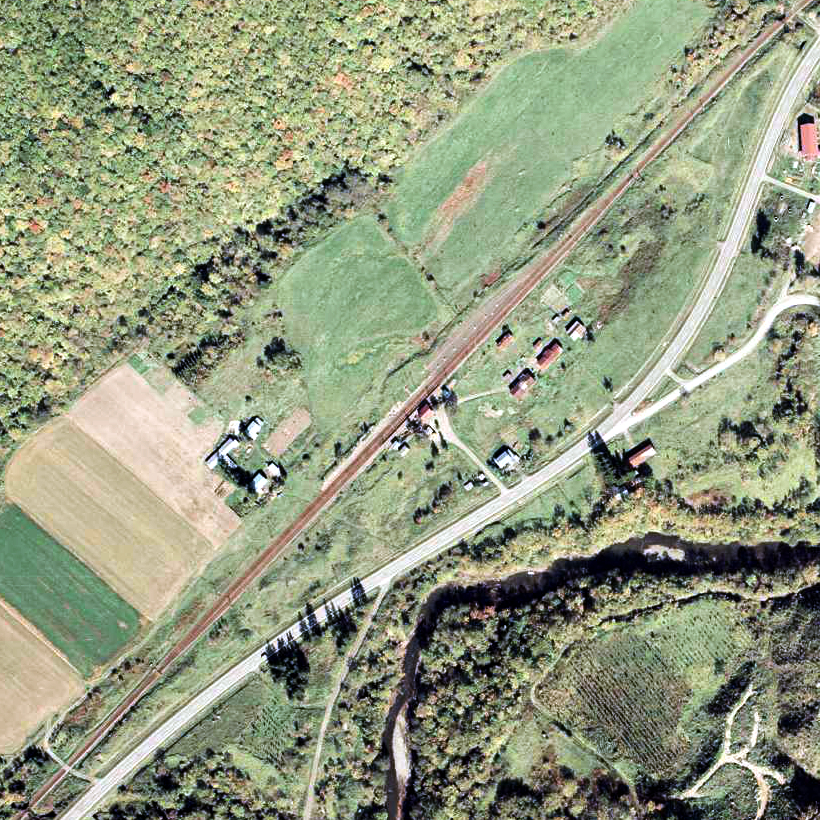
1978年的中興部站與方圓約500米範圍。右上方是紋別方向。車站大樓位於靠近名寄一方，車站後方靠近紋別一方設有貨物起卸專用引込線。周圍堆場似乎已經很久沒有人使用。

中興部站（日语：／ Naka-Okoppe eki */?）是位於北海道紋別郡西興部村字中興部，北海道旅客鐵道（JR北海道）的名寄本線車站（廢站）。隨著名寄本線廢線，車站在1989年（平成元年）5月1日廢除。

## 歷史
- 1921年（大正10年）10月5日 - 鐵道省名寄線上興部至興部之間開通，此站啟用[1]。當時為一般車站。
- 1923年（大正12年）11月5日 - 路線名稱改為名寄本線。
- 1949年（昭和24年）6月1日 - 日本國有鐵道成立，成為日本國有鐵道車站。
- 1968年（昭和43年）12月24日 - 翻新車站大樓。
- 1974年（昭和49年）10月1日 - 結束處理貨物。
- 1978年（昭和53年）12月1日 - 結束處理行李。同時售票和檢票業務停止，旅客業務無人化。但是，由於仍然有閉塞系統，運輸要員繼續當值（JR化後開始只售賣入場券）。
- 1987年（昭和62年）4月1日 - 伴隨國鐵分割民營化，車站由北海道旅客鐵道（JR北海道）營運。
- 1989年（平成元年）5月1日 - 名寄本線全線廢除，此站也廢除。

## 車站構造
截至車站廢除前，車站是一座地面車站，設有2面2線的相對式月台。當時可以進行列車交會。車站大樓一方月台中央部分和對面月台東邊之間設有站內平交道連接。車站大樓一方（南西邊）的月台是上行線，對面月台是下行線。在下行線靠近遠輕一方設有分支路軌，連接對面月台外邊的一條側線。
此站是無人車站，但是有運輸要員當值。車站大樓位於站内西南方，鄰接上行線月台中央部分。
在JR化後，站內發售入場票。

## 站名的由來
車站名稱取自所在地名。地名取自興部川的中流。

## 車站周邊
- 國道239號（日语：国道239号）（天北國道）[4]
- 興部川[4]
- 名士巴士（日语：名士バス）「中興部」巴士站

## 現況
截至2000年（平成12年），木製車站大樓、月台與站內信號設施還存在。截至2010年（平成22年）也是同樣。截至2011年（平成23年），還可確認另一座廁所。月台旁的路軌已經撤走。現時車站範圍由私人擁有，車站大樓內部不作公開。

## 相鄰車站
北海道旅客鐵道（JR北海道）
名寄本線
六興－中興部－班溪

## 注腳
1. ↑  《官報》 1921年09月27日　鐵道省告示第129号 （页面存档备份，存于）（日語）（國立國會圖書館數碼化收藏）
2. 1 2 3  書籍《国鉄全線各駅停車1 北海道690駅》（小學館，1983年7月發行）209頁。
3. ↑  書籍《北海道の駅878ものがたり 駅名のルーツ探究》（監修：太田幸夫，富士Comtem，2004年2月發行）186頁。
4. 1 2  書籍《北海道道路地図 改訂版》（地勢堂，1980年3月發行）18頁。
5. ↑  書籍《鉄道廃線跡を歩くVII》（JTB出版，2000年1月發行）40頁。
6. ↑  書籍《新 鉄道廃線跡を歩く1 北海道・北東北編》（JTB出版，2010年4月發行）34頁。
7. 1 2 3  書籍《北海道の鉄道廃線跡》（著：本久公洋，北海道新聞社，2011年9月發行）117-118頁。
8. ↑  書籍《追憶の鉄路 北海道廃止ローカル線写真集》（著：工藤裕之，北海道新聞社，2011年12月發行）143頁。